# The Kids Will Take Their Monsters On
The Kids Will Take Their Monsters On es un álbum de estudio acústico del grupo musical de rock alternativo y pop punk estadounidense Automatic Loveletter. 
El álbum fue lanzado el 28 de junio de 2011 por el sello discográfico Paper + Plastick y fue producido por Shane Henderson.
El álbum incluye a la canción "The Curtain Close" como primer sencillo, la cual fue lanzada el mismo día del lanzamiento del disco a través del sitio web musical iTunes.

## Canciones
| N.º | Título                                                              | Duración |  |
| 1.  | «Never Take It Off» (Juliet Simms/Michael Woods)                    | 1:15     |  |
| 2.  | «Save Me»                                                           | 3:46     |  |
| 3.  | «Black Ink Revenge» (Juliet Simms/Tommy Simms)                      | 4:17     |  |
| 4.  | «Click Your Heels (3 Times and Repeat, There's No Place Like Home)» | 5:05     |  |
| 5.  | «Carry The Fire»                                                    | 4:05     |  |
| 6.  | «Trade Places» (Juliet Simms/Michael Woods)                         | 5:16     |  |
| 7.  | «Cruel Cruel»                                                       | 4:32     |  |
| 8.  | «Pillows» (Juliet Simms/Michael Woods)                              | 3:00     |  |
| 9.  | «The Curtain Close»                                                 | 4:32     |  |

## Personal
- Juliet Simms - vocales, guitarra, guitarra rítmica
- Tommy Simms - guitarra, voz secundaria
- Clint Fowler - bajo
- Ryan Metcalf- batería, percusión